# ミッチェル郡 (ノースカロライナ州)
ミッチェル郡（ミッチェルぐん、英: Mitchell County）は、アメリカ合衆国ノースカロライナ州の西部に位置する郡である。2010年国勢調査での人口は15,579人であり、2000年の15,687人から0.7%減少した。郡庁所在地はベイカーズビル町（人口464人）であり、同郡で人口最大の町はスプルースパイン町（人口2,175人）である。
郡内には石英などの生産で世界的なスプルースパイン鉱業地区と、世界最大のシャクナゲ自生地があるローン山への入口があり、またアパラチア山脈で最長の木が無い草地稜線がある。年間を通じて、ノースカロライナ鉱物と宝石祭、ノースカロライナ・シャクナゲ祭などの祭が行われ、多くの観客を地域に呼んでいる。州内に3つしかない「ドライ郡」（禁酒郡）の1つだった（他にはグラハム郡とヤンシー郡）が、多くの議論が交わされた後の2009年3月に、スプルースパインの町でビールとワインの販売およびABCストアでのアルコール飲料販売が認められた。

## 歴史
ミッチェル郡は1861年に、バーク郡、コールドウェル郡、マクドウェル郡、ワタウガ郡、ヤンシー郡のそれぞれ一部を合わせて設立された。郡名は、1817年からその死の1857年までノースカロライナ大学チャペルヒル校の数学、化学、地質学、鉱物学の教授を務めたエリシャ・ミッチェルに因んで名付けられた。ミッチェル博士は、近くのブラック山脈にある峰が、ミシシッピ川以東で最高地点であると論じた最初の科学者だった。その高さを測り、登山し探検した。1857年、山腹の滝に落ちて死んだ。その後、この峰はミッチェル山と名付けられた。
ミッチェル郡は1993年の世紀の嵐の直撃を受けた。この嵐はハリケーンと同等だった。東海岸で1993年3月12日から13日に始まった。キューバ、メキシコ湾岸州、東部州、カナダ東部の一部が大きな被害を受けた。
2002年5月3日夜、ベイカーズビルのミッチェル郡監獄で火事が発生した。この火事で8人の命が失われた。

## 郡政府
ミッチェル郡は地域自治体の委員会であるハイカントリー自治体委員会のメンバーである。

## 地理
アメリカ合衆国国勢調査局に拠れば、郡域全面積は222平方マイル (575 km2)であり、このうち陸地221平方マイル (574 km2)、水域は1平方マイル (2 km2)で水域率は0.32%である。郡北西部は1テネシー州州境に接している。ブルーリッジ・パークウェイとアパラチアン・トレイルの部分が郡内を通っている。郡北部にはピスガー国立の森とローン山州立公園が掛かっている。

### 郡区
ミッチェル郡は10の郡区に分割されている。ベイカーズビル、ブラッドショー、ケーンクリーク、フォークマウンテン・リトルロッククリーク（元は2つの郡区）、グラッシークリーク、ハーレル、ポプラ、レッドヒル、スノークリーク、スプルースパインの各郡区である。

### 主要高規格道路
- アメリカ国道19E号線
- ノースカロライナ州道80号線
- ノースカロライナ州道197号線
- ノースカロライナ州道226号線
- ノースカロライナ州道261号線

### 隣接する郡
- カーター郡 (テネシー州) - 北北東
- アベリー郡 - 北東
- マクドウェル郡 - 南
- ヤンシー郡 - 南西
- ユニコイ郡 (テネシー州) - 北北西

### 国立保護地域
- ブルーリッジ・パークウェイ（部分）
- ピスガー国立の森（部分）

## 人口動態
以下は2000年の国勢調査による人口統計データである。
| 基礎データ - 人口: 15,687人 - 世帯数: 6,551 世帯 - 家族数: 4,736 家族 - 人口密度: 27人/km2（71人/mi2） - 住居数: 7,919軒 - 住居密度: 14軒/km2（36軒/mi2） 人種別人口構成 - 白人: 97.87% - アフリカン・アメリカン: 0.22% - ネイティブ・アメリカン: 0.45% - アジア人: 0.20% - その他の人種: 0.66% - 混血: 0.60% - ヒスパニック・ラテン系: 1.98% | 年齢別人口構成 - 18歳未満: 21.2% - 18-24歳: 6.8% - 25-44歳: 26.4% - 45-64歳: 27.1% - 65歳以上: 18.6% - 年齢の中央値: 42歳 - 性比（女性100人あたり男性の人口） - 総人口: 95.6 - 18歳以上: 92.3 世帯と家族（対世帯数） - 18歳未満の子供がいる: 27.4% - 結婚・同居している夫婦: 60.9% - 未婚・離婚・死別女性が世帯主: 8.1% - 非家族世帯: 27.7% - 単身世帯: 25.2% - 65歳以上の老人1人暮らし: 12.0% - 平均構成人数 - 世帯: 2.37人 - 家族: 2.82人 | 収入と家計 - 収入の中央値 - 世帯: 30,508米ドル - 家族: 36,367米ドル - 性別 - 男性: 26,550米ドル - 女性: 20,905米ドル - 人口1人あたり収入: 15,933米ドル - 貧困線以下 - 対人口: 13.8% - 対家族数: 10.7% - 18歳未満: 17.2% - 65歳以上: 16.4% |

## 都市と町

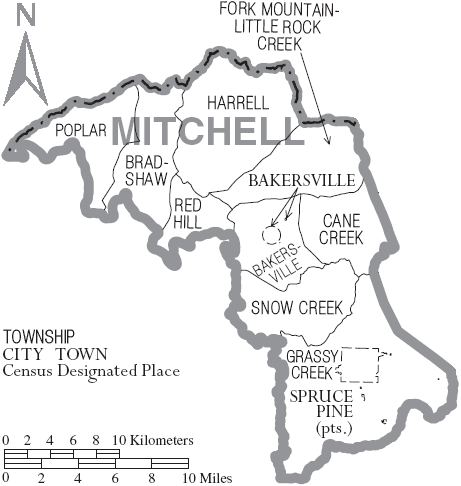
ミッチェル郡の自治体と郡区

- ベイカーズビル - 郡庁所在地
- スプルースパイン

## 教育
ミッチェル高校は普通科4年制（9年生-12年生）の高校であり、郡中央のレッジャーの町に1978年に建設された。その歴史の中で学術と運動で多くの業績を挙げてきている。
スプルースパインの町には予備学校、小学校、中学校が各1校ある。ベイカーズビルの町には予備学校と中学校各1校がある。
メイランド・コミュニティカレッジも郡内にある。1971年にノースカロライナ州議会の法によって設立され、35の学科、職業技能訓練、およびカレッジ移行の機会を提供している。2010年のワシントン月刊カレッジガイドでは国内のコミュニティカレッジで第4位に挙げられた。
ペンランド技能学校は、ペンランドの町にある世界に知られた教育施設である。本、紙、年度、絵画、ガラス、鉄、金属、写真、印刷、繊維、木の分野で加工に関する知識を教育している。

## メディア
郡内では週刊紙の「ザ・ミッチェル・ニューズ・ジャーナル」が、コミュニティ・ニューズペーパー社によって発行されている。AMラジオのWTOEが地方ニュースを流している。